# 红盘衣科
红盘衣科（学名：Ophioparmaceae）也称盾叶衣科，为石耳目的一科真菌。

## 下属分类
本科包括以下属：
- Boreoplaca E.Timdal, 1994
- Hypocenomyce M.Choisy
- 红盘衣属 Ophioparma Norman
- Rhizoplacopsis J.C.Wei & Q.M.Zhou, 2006